# Universidade Federal da Bahia
Universidade Federal da Bahia er et universitet beliggende i delstaten Bahia, Brasilien.
Det blev etableret i 1946 og har cirka 25.000 studerende.